# جهاد ضاحي
جهاد ضاحي، وزير المواصلات في الحكومة سورية بعد قيام ثورة الثامن من آذار عام 1963م.
ولد في قرية الحفر في محافظة حمص وسط سورية وتلقى علومه الابتدائية في يبرود والقريتين وتابع تحصيله الثانوي قي الكلية الأمريكية بحلب وتخرج من كلية الحقوق في جامعة دمشق وعمل في المحاماة منذ عام 1953. بدأ نضاله مبكراً في عام 1948 وأسس مع المناضل جورج حبش والأستاذ هاني الهندي منظمة كتائب الفداء العربي التي كانت رداً على فعل نكبة فلسطين ولعبت دوراً ضد الوجود البريطاني في المنطقة.
قاوم ديكتاتورية أديب الشيشكلي واعتقل في عهده بتهم عديدة منها محاولة اغتياله جرت محاكمته ودافع عنه مجموعة كبيرة من المحامين العرب والسوريين مما اضطر إلى إطلاق سراحه وبعد ذلك تابع نشاطاته في تحريض الفلاحين في محافظته ضد الإقطاعيين وحشدهم لصالح المرشحين الاشتراكيين. تولى في عام 1956 المرافعة في قضية الشهيد عدنان المالكي وفي قضية التآمر على سورية التي قادها منير العجلاني.
ناضل من أجل الوحدة السورية المصرية وحين تحققت الوحدة أصبح نائباً في الاتحاد القومي ومجلس الأمة وحين حصل الانفصال تصدى له منذ اليوم الأول فاعتقل وأودع سجن المزة حتى 8 آذار 1963. حين أفرج عنه تسلم وزارة المواصلات وبعد أحداث 18 تموز 1963 عاد من الوزارة إلى السجن وبعد الإفراج عنه خرج قسرياً من البلاد ليعود إليها بعد عدة سنوات.
منذ نشوء حركة القوميين العرب كان للفقيد علاقة وطيدة بقيادة الحركة كما لعب دوراً كبيراً مع الجبهة الشعبية لتحرير فلسطين في مقارعة إسرائيل. قضى قسطاً من حياته متنقلا بين عواصم الوطن العربي داعياً إلى الوحدة العربية وإنقاذ فلسطين، أقعده المرض في سنواته الأخيرة وقبل وفاته بعام كرمه المؤتمر القومي العربي في بيروت بمنحه درع المناضل.